# Axel Nilsson (ishockeyspelare)
Axel "Acke" Bernhard Nilsson, född 12 november 1904 i Stockholm, död 22 april 1978 i Stockholm, var en svensk landslagsman i ishockey, bandy och fotboll under 1930- och 1940-talen.
Nilsson tillhörde den exklusiva krets som varit landslagsmän i tre grenar: åtta i fotboll, elva i ishockey och tre i bandy.
Nilsson startade sin idrottskarriär i Hammarby IF, där han spelade fram till 1931. Efter det spelade han för AIK fram till 1940  och därefter för IFK Stockholm. Han kallades för "idrottens Buster Keaton", efter dåtidens komediskådespelare på film, då Nilsson hade en oföränderligt allvarlig uppsyn på planen. På vintern hypersnabb bandyspelare och hårdtacklande ishockeyback. På fotbollsplanen var Nilsson en enbent ekvilibrist. Han var suverän i konsten att med vänsterfoten behandla bollen på ett det mest utsökta sätt både i dribbling och skott. Dessutom var han snabb. Ursprungligen inner, men sedan en av den tidens bästa vänsteryttrar. På fotbollsplanen gjorde Acke Nilsson en av sina mest historiska insatser då han var premiärmålskytt vid Råsundastadions invigning vid AIK:s allsvenska match mot Malmö FF. Nilsson började spela bandy i söderklubben IK Modes juniorlag 1918. År 1924 gick han över till Hammarby IF. Han gjorde segermålet i Hammarby bandys första allsvenska match någonsin, 2-1 mot Rättvik. Han spelade ishockey på elitnivå och är en av de äldsta elitspelarna i svensk ishockey, efter Erik "Jerka" Burman, då han som 40 år, 3 månader och 18 dagar gammal, spelade med IFK Stockholm mot Karlbergs BK i SM-slutspelet, den 3 mars 1945.
I det civila arbetade Nilsson vid Lut och Rosén (som vid den tiden konstruerade hissar och elapparatur), ASEA och Liljeholmens kabelfabrik. Han var bror till friidrottaren Gustav Nilsson. Axel Nilsson är begravd på Skogskyrkogården i Stockholm.

## Meriter
- Svensk mästare i fotboll: 1937 (AIK)
- Svensk mästare i ishockey: 1934, 1935 och 1938 (AIK).
- A-landskamper i fotboll: 8.
- A-landskamper i ishockey: 11.
- A-landskamper i bandy: 3.
- OS-deltagare: 1936 i Garmish Partenkirschen (ishockey).
- Ledamot i AIK:s huvudstyrelse: 1940–1943.